# Carlo Baucardé
Carlo Baucardé ou Boucardé (1826-1883) est un ténor italien d'opéra ayant chanté en Italie, à Londres, Madrid, Paris et New-York. Il est connu pour avoir créé le rôle de Manrico dans Il trovatore de Verdi et le rôle-titre dans Poliuto de Donizetti.

## Biographie
Carlo Baucardé nait à Florence dans une famille aux origines françaises. Selon des sources d'époque, il a commencé par travailler dans les cuisines du château du Léopold II de Toscane où il attire l'attention par ses talents de cuisinier puis par ses talents de chants ce qui lui permet de recevoir une formation musicale.
Sa première apparition connue sur scène a lieu en 1847 dans le rôle de Carlo dans Il bravo de Mercadante. Entre 1848 et 1850 il chante régulièrement à Naples au Teatro San Carlo. Il apparait dans trois opéras de Verdi, à chaque fois lors de leur création dans ce théâtre : I Lombardi alla prima crociata dans le rôle d'Arvino (1848), Macbeth dans le rôle de Malcolm (1849) et I masnadieri dans le rôle de Carlo (1849). Il chante également le rôle-titre lors de la création de Poliuto de Donizetti en 1848 et lors de la création à Naples de La favorita dans le rôle de Fernando (1850).
Baucardé fait ses débuts avec succès à Londres dans le rôle d'Oronte dans I Lombardi alla prima crociata en 1850 durant la saison d'opéras italiens au Her Majesty's Theatre. Il chante également les rôles premiers de ténor dans I due Foscari de Verdi, I puritani Bellini et Lucrezia Borgia de Donizetti. Benjamin Lumley, le directeur d'alors du Her Majesty's Theatre, écrit de Baucardé :

« On n'attendait rien mais d'excellents résultats ont été obtenus. Avec une voix charmante douce, mais toujours robuste ; avec un style où l'utilisation de la voix de fausset est modérée et judicieusement employé, ce jeune artiste a facilement gagné le public habitué à préférer les talents naturels à une démonstration de compétences. Non que Baucarde manque de compétences ; au contraire, son "école" était excellent. Son jeu d'acteur ne s'élève guère au-dessus de la médiocrité mais toutes les déficiences de ce genres sont négligées vis-à-vis de la splendeur de son "organe". »

En 1851, Baucardé chante le rôle-titre lors de la première mondiale de Camoëns de Gualtiero Sanelli au Teatro Regio de Turin où il chante également Gualtiero dans Il pirata de Bellini(1852), Arturo Talbot dans I puritani (1852) et le Duc de Mantoue dans Rigoletto de Verdi (1852). Baucardé rencontre le succès en tant que Duc, à Turin et ailleurs. Verdi choisit ensuite Baucardé comme premier Manrico dans Il trovatore bien qu'il voulait au début Raffaele Mirate pour le rôle. La première au Teatro Apollo à Rome le 19 janvier 1853 est un succès pour Verdi mais aussi pour Baucardé. Son succès populaire dans le rôle est accru quand il substitue un Do5 au Sol original dans le finale de Di quella pira (en) lors de la dernière représentation du Trovatore à Florence. Il chante encore Manrico lors de la première parisienne de l'opéra le 23 décembre 1854 au Théâtre-Italien. Le mois suivant il apparait une nouvelle fois au théâtre italien dans le rôle-titre de l'opéra maintenant oublié L'ultimo dei Clodovei de Pacini.
Malgré sa popularité en Italie Baucardé n'arrive pas à impressionner la critique britannique Frances Minto Elliot (en). Écrivant sous le pseudonyme « Florentia » elle décrit la représentation de 1854 à Rome de Lucrezia Borgia :

« Boucarde est un Gennaro gros et stupide, le véritable et réel « pescatore ignobile », et non l'unique et raécé patricien tel qu'apparait Mario, même dans sa robe douteuse. Il n'y a pas un grain de romance dans Boucarde, et ça voix n'est plus comparable à la voix argentée de Mario que son apparence. Le fait est, il boit comme un poisson, et il dévaste rapidement un organe naturellement délicat. Il a correctement énoncé les mots « Era mia madre, ah! misera », avec une expression de profond pathos qui provoqué le applaudissements, et un type particulier de rugissement propre à une foule satisfaite italienne, très sauvage et sanguinaire pour les oreilles, rappelant l'une des révolutions et toutes sortes d'horreurs. »

Baucardé a été marié à une soprano de premier plan, mais notoirement capricieuse, Augusta Albertini (1827–1898), et a souvent chanté avec elle. Quand elle a été proposée pour le rôle de Mina pour la première de 1857 d'Aroldo, Verdi écrit à son librettiste Francesco Maria Piave :

« En bref, en ce qui concerne Albertini, je te dis non. J'ai eu plus qu'assez de son mari, et je ne veux plus rien à voir avec les fous. »

De 1859 à 1860 le couple chante à l'Academy of Music (en) à New York, mais l'entreprise n'a pas réussi. Baucardé prend sa retraite en 1863 et meurt dans sa Florence natale le 22 janvier 1883.

## Sources
- (it) « Almanacco Amadeus », sur amadeusonline.net (consulté le 7 mars 2009)
- (en) « Florentia, "Diary of a first Winter in Rome – 1854" », The New Monthly Magazine, Londres, Richard Bentley, vol. 101,‎ 1854 (lire en ligne)
- (en) Vera Brodsky Lawrence, Strong on Music : Repercussions, 1857-1862 2nd Edition, University of Chicago Press, 1999 (ISBN 0-226-47015-6, lire en ligne)
- (en) Benjamin Lumley, Reminiscences of the Opera, Hurst and Blackett, 1864 (lire en ligne)
- (en) Mary Jane Phillips-Matz, Verdi : A Biography, Oxford/New York, Oxford University Press, 1993, 941 p. (ISBN 0-19-313204-4)
- (it) Eduardo Rescigno, Dizionario verdiano : le opere, i cantanti, i personnaggi, i direttori d'orchestra e di scena, gli scenografi, gli impresari, i librettisti, i parenti, gli amici, Milan, Biblioteca universale Rizzoli, 2001, 787 p. (ISBN 88-17-86628-8)